# Dietrich Nikolaus Winkel
Dietrich Nikolaus Winkel (1780 – 1826) var var en hollandsk opfinder af den første succesfulde metronom.
Winkel blev født i Amsterdam. I 1812, mens han eksperimenterede med penduler opdagede han at et pendul afvejet på begge sider af centrum kunne slå støt, endda i det langsomme tempo der ofte bruges i europæisk klassisk musik. Winkel patenterede dog ikke sin ide og i 1816 stjal Johann Nepomuk Mälzel konstruktionsideen og patenterede Mälzelmetronomen, der stadig bruges i dag. Derfor tilskrives Mälzel ukorrekt ofte æren af at have opfundet metronomen.